# Filip van Aertrycke
Filip IV van Aertrycke (circa 1420 - 1470) was een bestuurder in de Zuidelijke Nederlanden, burgemeester van Brugge.

## Levensloop
Van Aertrycke stamde uit een welvarende Brugse hosteliers- en makelaarsfamilie. Hij was een zoon van Filip III van Aertrycke, en Anna Hendricx. Hij was getrouwd met Maria Vander Woestijne. Het paar kreeg een zoon Philippe, die jong stierf. De weduwe hertrouwde met Vincent Van Elsen, die in 1505 overleed.
In zijn jeugd was Filip IV actief deelnemer aan de jaarlijkse steekspelen van het gezelschap van de Witte Beer, waarvan hij in 1446 'forestier' of hoofdman was. Hij  was lid en van 1441 tot 1467 hoofdman van de schuttersgilde van Sint-Joris. Hij was lid van de edele confrérie van Onze Lieve Vrouw van den Drogen Boom en lid (1456) en proost (1463) van de Edele Confrérie van het Heilig Bloed. 
Hij had zitting in het Brugse stadsbestuur als:
- raadslid (1450, 1466),
- schepen (1452, 1458, 1461),
- burgemeester van de commune (1463),
- burgemeester van de schepenen (1469).

Van Aertrycke was in 1464 lid van de eerste vergadering van de Staten-Generaal van de Nederlanden in Brugge.